# Luas

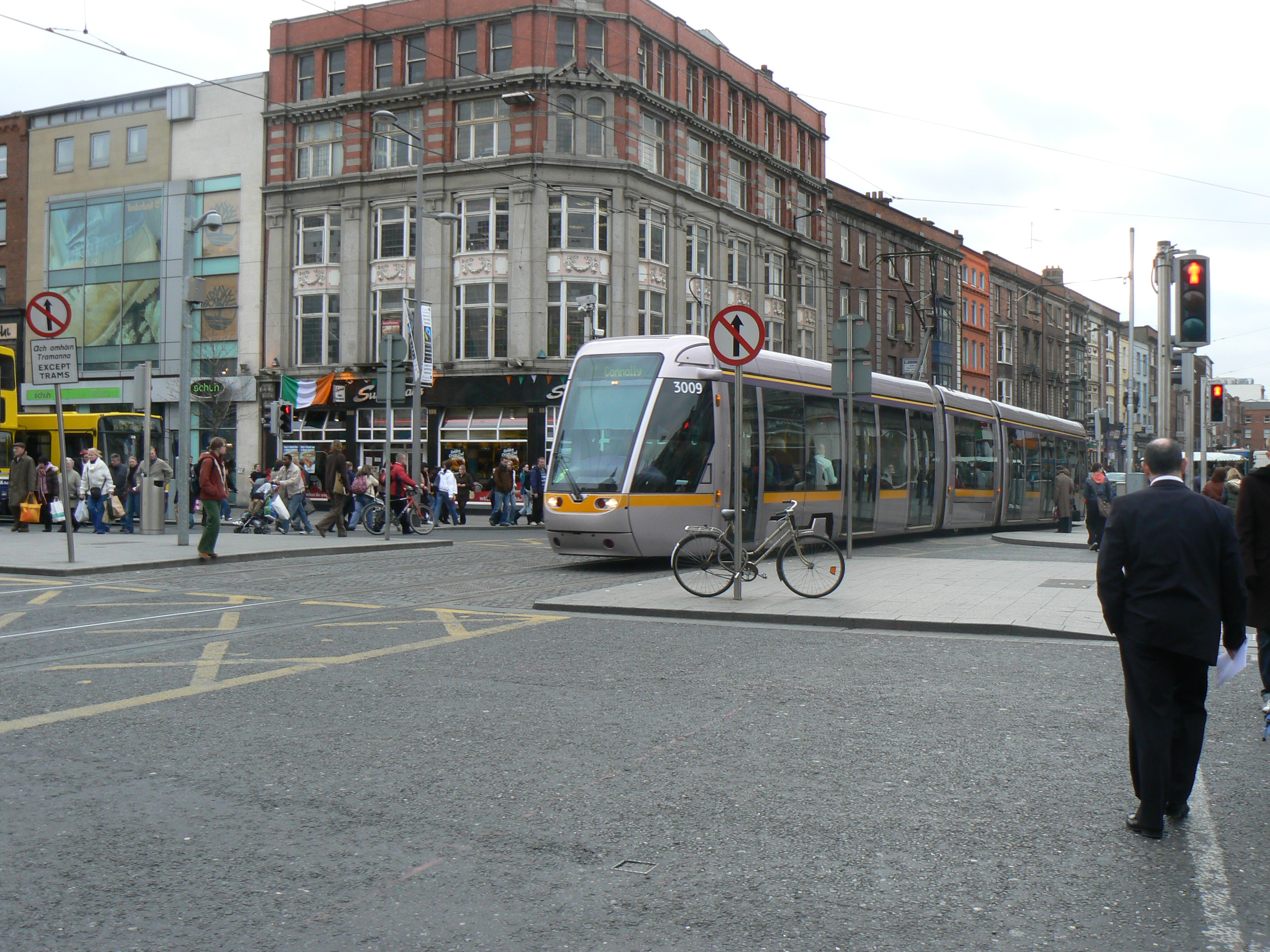
Citadis 301 i Dublin

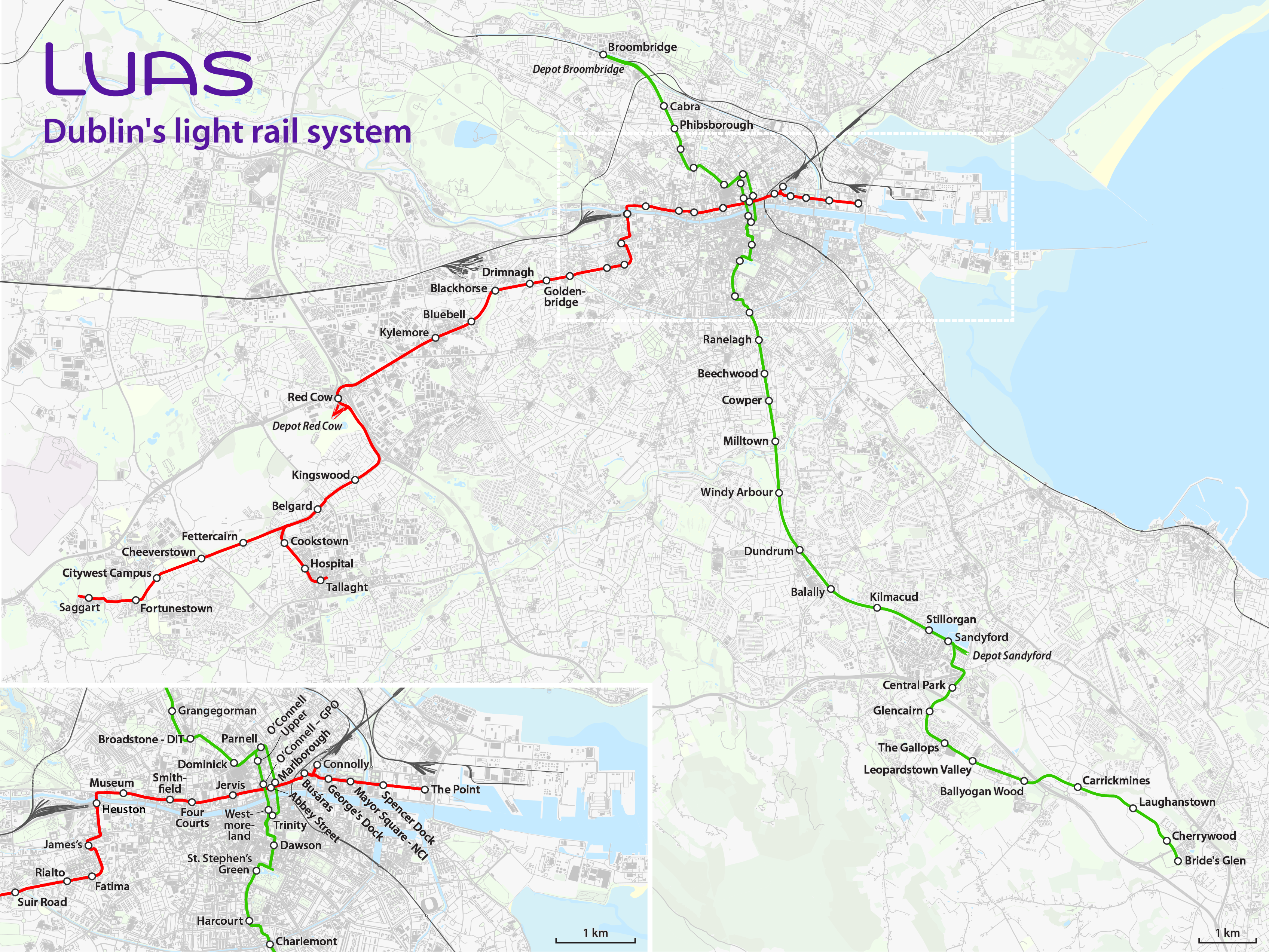
Linjenät

Luas (Iriska för fart; snabb) är den irländska huvudstaden Dublins moderna spårvagnssystem, invigt år 2004, idag (2024) bestående av två linjer; den röda och den gröna linjen, med totalt 67 hållplatser. Luas ägs av den statliga myndigheten Transport Infrastructure Ireland som upphandlat driften från Transdev.
Luas ersatte Dublins tidigare och betydligt större spårvagnssystem som revs upp i mitten på 1950-talet i förmån för busstrafik vilken sedan dess drivs av statliga (CIÉ) och senare dotterbolaget Dublin Bus. Tidigare spårvagnsnät trafikerades enbart av dubbeldäckade spårvagnar.